# Thaumaspis
Thaumaspis is een geslacht van rechtvleugeligen uit de familie sabelsprinkhanen (Tettigoniidae). De wetenschappelijke naam van dit geslacht is voor het eerst geldig gepubliceerd in 1900 door Bolívar.

## Soorten
Het geslacht Thaumaspis omvat de volgende soorten:
- Thaumaspis forcipatus Bolívar, 1900
- Thaumaspis gialaiensis Gorochov, 1998
- Thaumaspis castetsi Gorochov, 1993
- Thaumaspis hastaticercus Tinkham, 1936
- Thaumaspis longipes Bolívar, 1900
- Thaumaspis montanus Bey-Bienko, 1957
- Thaumaspis siccifolii Karny, 1922
- Thaumaspis trigonurus Bolívar, 1900